# Austria en los Juegos Olímpicos de Londres 1908
Austria estuvo representada en los Juegos Olímpicos de Londres 1908 por un total de 7 deportistas que compitieron en 4 deportes.  

## Medallistas
El equipo olímpico austríaco obtuvo las siguientes medallas:
| Nombre      | Deporte  | Competición   |
| ----------- | -------- | ------------- |
| Oro         |          |               |
| —           |          |               |
| Plata       |          |               |
| —           |          |               |
| Bronce      |          |               |
| Otto Scheff | Natación | 400 m libre M |